# Setmana Ciclista Valenciana 2021
Setmana Ciclista Valenciana 2021 var den 5. udgave af det spanske etapeløb Setmana Ciclista Valenciana. Cykelløbets fire etaper blev kørt i regionen Valencia fra 6. maj med start i Barxeta til 9. maj 2021 hvor det slutter i Alicante. Løbet var ikke en del af UCI Women's World Tour, men på den lavere rangerende internationale UCI-kalender for kvinder.
Den hollandske europamester Annemiek van Vleuten Movistar Team vandt løbet i suveræn stil. 

## Etaperne
| Etape    | Dato    | Start – Mål                        | type              | Afstand (km) | Elevation (m) | Etapevinder          | Førende rytter       |
| -------- | ------- | ---------------------------------- | ----------------- | ------------ | ------------- | -------------------- | -------------------- |
| 1. etape | 6. maj  | Barxeta – Gandia                   | middel bjergetape | 125,71       | 2.240 m       | Annemiek van Vleuten | Annemiek van Vleuten |
| 2. etape | 7. jun. | Castellón de la Plana – Villarreal | middel bjergetape | 130,71       | 3.399 m       | Sandra Alonso        | Annemiek van Vleuten |
| 3. etape | 8. maj  | Sagunto – Valencia                 | flad etape        | 107,76       | 595 m         | Alice Barnes         | Annemiek van Vleuten |
| 4. etape | 9. maj  | Finestrat – Alicante               | middel bjergetape | 114,22       | 3.506 m       | Urška Žigart         | Annemiek van Vleuten |

### 1. etape
| Barxeta - Gandia | middel bjergetape | (125,71 km) |

| \| Etaperesultat \| Etaperesultat \| Etaperesultat \| Etaperesultat \| Etaperesultat \| \| Rytter \| Rytter \| Hold \| Tid \| \| \| ------------- \| -------------------- \| --------------------------------- \| ------------- \| ------------- \| \| 1. \| Annemiek van Vleuten \| Movistar Team \| 3t 21' 02" \| \| \| 2. \| Mavi García \| Alé BTC Ljubljana \| + 2' 06" \| \| \| 3. \| Katrine Aalerud \| Movistar Team \| + 2' 21" \| \| \| 4. \| Letizia Borghesi \| Aromitalia-Basso Bikes-Vaiano \| + 2' 21" \| \| \| 5. \| Hannah Ludwig \| Canyon-SRAM Racing \| + 2' 21" \| \| \| 6. \| Špela Kern \| Massi Tactic \| + 2' 21" \| \| \| 7. \| Noemi Rüegg \| Stade Rochelais Charente-Maritime \| + 2' 21" \| \| \| 8. \| Debora Silvestri \| Top Girls Fassa Bortolo \| + 2' 21" \| \| \| 9. \| Neve Bradbury \| Canyon-SRAM Racing \| + 2' 21" \| \| \| 10. \| Greta Marturano \| Top Girls Fassa Bortolo \| + 2' 21" \| \| |                      |                                   |            |
| |                      |                                   |            |
| Kilde: ProCyclingStats |                      |                                   |            |
| Etaperesultat |                      |                                   |            |
| Rytter | Rytter               | Hold                              | Tid        |
| 1. | Annemiek van Vleuten | Movistar Team                     | 3t 21' 02" |
| 2. | Mavi García          | Alé BTC Ljubljana                 | + 2' 06"   |
| 3. | Katrine Aalerud      | Movistar Team                     | + 2' 21"   |
| 4. | Letizia Borghesi     | Aromitalia-Basso Bikes-Vaiano     | + 2' 21"   |
| 5. | Hannah Ludwig        | Canyon-SRAM Racing                | + 2' 21"   |
| 6. | Špela Kern           | Massi Tactic                      | + 2' 21"   |
| 7. | Noemi Rüegg          | Stade Rochelais Charente-Maritime | + 2' 21"   |
| 8. | Debora Silvestri     | Top Girls Fassa Bortolo           | + 2' 21"   |
| 9. | Neve Bradbury        | Canyon-SRAM Racing                | + 2' 21"   |
| 10. | Greta Marturano      | Top Girls Fassa Bortolo           | + 2' 21"   |

| \| Samlede stilling \| Samlede stilling \| Samlede stilling \| Samlede stilling \| Samlede stilling \| \| Rytter \| Rytter \| Hold \| Tid \| \| \| ---------------- \| -------------------- \| --------------------------------- \| ---------------- \| ---------------- \| \| 1. \| Annemiek van Vleuten \| Movistar Team \| 3t 20' 52" \| \| \| 2. \| Mavi García \| Alé BTC Ljubljana \| + 2' 10" \| \| \| 3. \| Katrine Aalerud \| Movistar Team \| + 2' 27" \| \| \| 4. \| Letizia Borghesi \| Aromitalia-Basso Bikes-Vaiano \| + 2' 31" \| \| \| 5. \| Hannah Ludwig \| Canyon-SRAM Racing \| + 2' 31" \| \| \| 6. \| Špela Kern \| Massi Tactic \| + 2' 31" \| \| \| 7. \| Noemi Rüegg \| Stade Rochelais Charente-Maritime \| + 2' 31" \| \| \| 8. \| Debora Silvestri \| Top Girls Fassa Bortolo \| + 2' 31" \| \| \| 9. \| Neve Bradbury \| Canyon-SRAM Racing \| + 2' 31" \| \| \| 10. \| Greta Marturano \| Top Girls Fassa Bortolo \| + 2' 31" \| \| |                      |                                   |            |
| |                      |                                   |            |
| Kilde: ProCyclingStats |                      |                                   |            |
| Samlede stilling |                      |                                   |            |
| Rytter | Rytter               | Hold                              | Tid        |
| 1. | Annemiek van Vleuten | Movistar Team                     | 3t 20' 52" |
| 2. | Mavi García          | Alé BTC Ljubljana                 | + 2' 10"   |
| 3. | Katrine Aalerud      | Movistar Team                     | + 2' 27"   |
| 4. | Letizia Borghesi     | Aromitalia-Basso Bikes-Vaiano     | + 2' 31"   |
| 5. | Hannah Ludwig        | Canyon-SRAM Racing                | + 2' 31"   |
| 6. | Špela Kern           | Massi Tactic                      | + 2' 31"   |
| 7. | Noemi Rüegg          | Stade Rochelais Charente-Maritime | + 2' 31"   |
| 8. | Debora Silvestri     | Top Girls Fassa Bortolo           | + 2' 31"   |
| 9. | Neve Bradbury        | Canyon-SRAM Racing                | + 2' 31"   |
| 10. | Greta Marturano      | Top Girls Fassa Bortolo           | + 2' 31"   |

### 2. etape
| Castellón de la Plana - Villarreal | middel bjergetape | (130,71 km) |

| \| Etaperesultat \| Etaperesultat \| Etaperesultat \| Etaperesultat \| Etaperesultat \| \| Rytter \| Rytter \| Hold \| Tid \| \| \| ------------- \| ---------------- \| --------------------------------- \| ------------- \| ------------- \| \| 1. \| Sandra Alonso \| Bizkaia-Durango \| 3t 42' 59" \| \| \| 2. \| Sheyla Gutiérrez \| Movistar Team \| + 0" \| \| \| 3. \| Arianna Fidanza \| Team BikeExchange \| + 0" \| \| \| 4. \| Laura Tomasi \| Alé BTC Ljubljana \| + 0" \| \| \| 5. \| Debora Silvestri \| Top Girls Fassa Bortolo \| + 0" \| \| \| 6. \| Noemi Rüegg \| Stade Rochelais Charente-Maritime \| + 0" \| \| \| 7. \| Tiffany Cromwell \| Canyon-SRAM Racing \| + 0" \| \| \| 8. \| Catalina Soto \| NXTG Racing \| + 0" \| \| \| 9. \| Greta Marturano \| Top Girls Fassa Bortolo \| + 0" \| \| \| 10. \| Rasa Leleivytė \| Aromitalia-Basso Bikes-Vaiano \| + 0" \| \| |                  |                                   |            |
| |                  |                                   |            |
| Kilde: ProCyclingStats |                  |                                   |            |
| Etaperesultat |                  |                                   |            |
| Rytter | Rytter           | Hold                              | Tid        |
| 1. | Sandra Alonso    | Bizkaia-Durango                   | 3t 42' 59" |
| 2. | Sheyla Gutiérrez | Movistar Team                     | + 0"       |
| 3. | Arianna Fidanza  | Team BikeExchange                 | + 0"       |
| 4. | Laura Tomasi     | Alé BTC Ljubljana                 | + 0"       |
| 5. | Debora Silvestri | Top Girls Fassa Bortolo           | + 0"       |
| 6. | Noemi Rüegg      | Stade Rochelais Charente-Maritime | + 0"       |
| 7. | Tiffany Cromwell | Canyon-SRAM Racing                | + 0"       |
| 8. | Catalina Soto    | NXTG Racing                       | + 0"       |
| 9. | Greta Marturano  | Top Girls Fassa Bortolo           | + 0"       |
| 10. | Rasa Leleivytė   | Aromitalia-Basso Bikes-Vaiano     | + 0"       |

| \| Samlede stilling \| Samlede stilling \| Samlede stilling \| Samlede stilling \| Samlede stilling \| \| Rytter \| Rytter \| Hold \| Tid \| \| \| ---------------- \| -------------------- \| --------------------------------- \| ---------------- \| ---------------- \| \| 1. \| Annemiek van Vleuten \| Movistar Team \| 7t 03' 51" \| \| \| 2. \| Mavi García \| Alé BTC Ljubljana \| + 2' 10" \| \| \| 3. \| Katrine Aalerud \| Movistar Team \| + 2' 27" \| \| \| 4. \| Debora Silvestri \| Top Girls Fassa Bortolo \| + 2' 31" \| \| \| 5. \| Noemi Rüegg \| Stade Rochelais Charente-Maritime \| + 2' 31" \| \| \| 6. \| Greta Marturano \| Top Girls Fassa Bortolo \| + 2' 31" \| \| \| 7. \| Hannah Ludwig \| Canyon-SRAM Racing \| + 2' 31" \| \| \| 8. \| Letizia Borghesi \| Aromitalia-Basso Bikes-Vaiano \| + 2' 31" \| \| \| 9. \| Špela Kern \| Massi Tactic \| + 2' 31" \| \| \| 10. \| Neve Bradbury \| Canyon-SRAM Racing \| + 2' 31" \| \| |                      |                                   |            |
| |                      |                                   |            |
| Kilde: ProCyclingStats |                      |                                   |            |
| Samlede stilling |                      |                                   |            |
| Rytter | Rytter               | Hold                              | Tid        |
| 1. | Annemiek van Vleuten | Movistar Team                     | 7t 03' 51" |
| 2. | Mavi García          | Alé BTC Ljubljana                 | + 2' 10"   |
| 3. | Katrine Aalerud      | Movistar Team                     | + 2' 27"   |
| 4. | Debora Silvestri     | Top Girls Fassa Bortolo           | + 2' 31"   |
| 5. | Noemi Rüegg          | Stade Rochelais Charente-Maritime | + 2' 31"   |
| 6. | Greta Marturano      | Top Girls Fassa Bortolo           | + 2' 31"   |
| 7. | Hannah Ludwig        | Canyon-SRAM Racing                | + 2' 31"   |
| 8. | Letizia Borghesi     | Aromitalia-Basso Bikes-Vaiano     | + 2' 31"   |
| 9. | Špela Kern           | Massi Tactic                      | + 2' 31"   |
| 10. | Neve Bradbury        | Canyon-SRAM Racing                | + 2' 31"   |

### 3. etape
| Sagunto - Valencia | flad etape | (107,76 km) |

| \| Etaperesultat \| Etaperesultat \| Etaperesultat \| Etaperesultat \| Etaperesultat \| \| Rytter \| Rytter \| Hold \| Tid \| \| \| ------------- \| -------------------- \| --------------------------------- \| ------------- \| ------------- \| \| 1. \| Alice Barnes \| Canyon-SRAM Racing \| 2t 44' 48" \| \| \| 2. \| Sheyla Gutiérrez \| Movistar Team \| + 0" \| \| \| 3. \| Mylène de Zoete \| NXTG Racing \| + 0" \| \| \| 4. \| Sandra Alonso \| Bizkaia-Durango \| + 0" \| \| \| 5. \| Laura Tomasi \| Alé BTC Ljubljana \| + 0" \| \| \| 6. \| Agnieta Francke \| Farto-BTC \| + 0" \| \| \| 7. \| Tereza Neumanová \| World Cycling Centre \| + 0" \| \| \| 8. \| Noemi Rüegg \| Stade Rochelais Charente-Maritime \| + 0" \| \| \| 9. \| Kim Baptista \| Eneicat-RBH \| + 0" \| \| \| 10. \| Annemiek van Vleuten \| Movistar Team \| + 0" \| \| |                      |                                   |            |
| |                      |                                   |            |
| Kilde: ProCyclingStats |                      |                                   |            |
| Etaperesultat |                      |                                   |            |
| Rytter | Rytter               | Hold                              | Tid        |
| 1. | Alice Barnes         | Canyon-SRAM Racing                | 2t 44' 48" |
| 2. | Sheyla Gutiérrez     | Movistar Team                     | + 0"       |
| 3. | Mylène de Zoete      | NXTG Racing                       | + 0"       |
| 4. | Sandra Alonso        | Bizkaia-Durango                   | + 0"       |
| 5. | Laura Tomasi         | Alé BTC Ljubljana                 | + 0"       |
| 6. | Agnieta Francke      | Farto-BTC                         | + 0"       |
| 7. | Tereza Neumanová     | World Cycling Centre              | + 0"       |
| 8. | Noemi Rüegg          | Stade Rochelais Charente-Maritime | + 0"       |
| 9. | Kim Baptista         | Eneicat-RBH                       | + 0"       |
| 10. | Annemiek van Vleuten | Movistar Team                     | + 0"       |

| \| Samlede stilling \| Samlede stilling \| Samlede stilling \| Samlede stilling \| Samlede stilling \| \| Rytter \| Rytter \| Hold \| Tid \| \| \| ---------------- \| -------------------- \| --------------------------------- \| ---------------- \| ---------------- \| \| 1. \| Annemiek van Vleuten \| Movistar Team \| 9t 48' 41" \| \| \| 2. \| Mavi García \| Alé BTC Ljubljana \| + 2' 16" \| \| \| 3. \| Katrine Aalerud \| Movistar Team \| + 2' 30" \| \| \| 4. \| Noemi Rüegg \| Stade Rochelais Charente-Maritime \| + 2' 31" \| \| \| 5. \| Debora Silvestri \| Top Girls Fassa Bortolo \| + 2' 31" \| \| \| 6. \| Hannah Ludwig \| Canyon-SRAM Racing \| + 2' 32" \| \| \| 7. \| Greta Marturano \| Top Girls Fassa Bortolo \| + 2' 34" \| \| \| 8. \| Špela Kern \| Massi Tactic \| + 2' 34" \| \| \| 9. \| Omer Shapira \| Canyon-SRAM Racing \| + 2' 35" \| \| \| 10. \| Janneke Ensing \| Team BikeExchange \| + 2' 41" \| \| |                      |                                   |            |
| |                      |                                   |            |
| Kilde: ProCyclingStats |                      |                                   |            |
| Samlede stilling |                      |                                   |            |
| Rytter | Rytter               | Hold                              | Tid        |
| 1. | Annemiek van Vleuten | Movistar Team                     | 9t 48' 41" |
| 2. | Mavi García          | Alé BTC Ljubljana                 | + 2' 16"   |
| 3. | Katrine Aalerud      | Movistar Team                     | + 2' 30"   |
| 4. | Noemi Rüegg          | Stade Rochelais Charente-Maritime | + 2' 31"   |
| 5. | Debora Silvestri     | Top Girls Fassa Bortolo           | + 2' 31"   |
| 6. | Hannah Ludwig        | Canyon-SRAM Racing                | + 2' 32"   |
| 7. | Greta Marturano      | Top Girls Fassa Bortolo           | + 2' 34"   |
| 8. | Špela Kern           | Massi Tactic                      | + 2' 34"   |
| 9. | Omer Shapira         | Canyon-SRAM Racing                | + 2' 35"   |
| 10. | Janneke Ensing       | Team BikeExchange                 | + 2' 41"   |

### 4. etape
| Finestrat - Alicante | middel bjergetape | (114,22 km) |

| \| Etaperesultat \| Etaperesultat \| Etaperesultat \| Etaperesultat \| Etaperesultat \| \| Rytter \| Rytter \| Hold \| Tid \| \| \| ------------- \| ---------------- \| ----------------------------- \| ------------- \| ------------- \| \| 1. \| Urška Žigart \| Team BikeExchange \| 3t 30' 13" \| \| \| 2. \| Arianna Fidanza \| Team BikeExchange \| + 5" \| \| \| 3. \| Sheyla Gutiérrez \| Movistar Team \| + 5" \| \| \| 4. \| Sandra Alonso \| Bizkaia-Durango \| + 5" \| \| \| 5. \| Catalina Soto \| NXTG Racing \| + 5" \| \| \| 6. \| Lisa Klein \| Canyon-SRAM Racing \| + 5" \| \| \| 7. \| Laura Tomasi \| Alé BTC Ljubljana \| + 5" \| \| \| 8. \| Debora Silvestri \| Top Girls Fassa Bortolo \| + 5" \| \| \| 9. \| Letizia Borghesi \| Aromitalia-Basso Bikes-Vaiano \| + 5" \| \| \| 10. \| Sofia Rodríguez \| Sopela Women's Team \| + 5" \| \| |                  |                               |            |
| |                  |                               |            |
| Kilde: ProCyclingStats |                  |                               |            |
| Etaperesultat |                  |                               |            |
| Rytter | Rytter           | Hold                          | Tid        |
| 1. | Urška Žigart     | Team BikeExchange             | 3t 30' 13" |
| 2. | Arianna Fidanza  | Team BikeExchange             | + 5"       |
| 3. | Sheyla Gutiérrez | Movistar Team                 | + 5"       |
| 4. | Sandra Alonso    | Bizkaia-Durango               | + 5"       |
| 5. | Catalina Soto    | NXTG Racing                   | + 5"       |
| 6. | Lisa Klein       | Canyon-SRAM Racing            | + 5"       |
| 7. | Laura Tomasi     | Alé BTC Ljubljana             | + 5"       |
| 8. | Debora Silvestri | Top Girls Fassa Bortolo       | + 5"       |
| 9. | Letizia Borghesi | Aromitalia-Basso Bikes-Vaiano | + 5"       |
| 10. | Sofia Rodríguez  | Sopela Women's Team           | + 5"       |

## Resultater

### Samlede stilling
| \| Samlede stilling \| Samlede stilling \| Samlede stilling \| Samlede stilling \| Samlede stilling \| \| Rytter \| Rytter \| Hold \| Tid \| \| \| ---------------- \| -------------------- \| --------------------------------- \| ---------------- \| ---------------- \| \| 1. \| Annemiek van Vleuten \| Movistar Team \| 13t 18' 57" \| \| \| 2. \| Mavi García \| Alé BTC Ljubljana \| + 2' 16" \| \| \| 3. \| Katrine Aalerud \| Movistar Team \| + 2' 30" \| \| \| 4. \| Debora Silvestri \| Top Girls Fassa Bortolo \| + 2' 31" \| \| \| 5. \| Noemi Rüegg \| Stade Rochelais Charente-Maritime \| + 2' 31" \| \| \| 6. \| Hannah Ludwig \| Canyon-SRAM Racing \| + 2' 32" \| \| \| 7. \| Špela Kern \| Massi Tactic \| + 2' 34" \| \| \| 8. \| Greta Marturano \| Top Girls Fassa Bortolo \| + 2' 34" \| \| \| 9. \| Letizia Borghesi \| Aromitalia-Basso Bikes-Vaiano \| + 2' 34" \| \| \| 10. \| Omer Shapira \| Canyon-SRAM Racing \| + 2' 34" \| \| |                      |                                   |             |
| |                      |                                   |             |
| Kilde: ProCyclingStats |                      |                                   |             |
| Samlede stilling |                      |                                   |             |
| Rytter | Rytter               | Hold                              | Tid         |
| 1. | Annemiek van Vleuten | Movistar Team                     | 13t 18' 57" |
| 2. | Mavi García          | Alé BTC Ljubljana                 | + 2' 16"    |
| 3. | Katrine Aalerud      | Movistar Team                     | + 2' 30"    |
| 4. | Debora Silvestri     | Top Girls Fassa Bortolo           | + 2' 31"    |
| 5. | Noemi Rüegg          | Stade Rochelais Charente-Maritime | + 2' 31"    |
| 6. | Hannah Ludwig        | Canyon-SRAM Racing                | + 2' 32"    |
| 7. | Špela Kern           | Massi Tactic                      | + 2' 34"    |
| 8. | Greta Marturano      | Top Girls Fassa Bortolo           | + 2' 34"    |
| 9. | Letizia Borghesi     | Aromitalia-Basso Bikes-Vaiano     | + 2' 34"    |
| 10. | Omer Shapira         | Canyon-SRAM Racing                | + 2' 34"    |

### Bjergkonkurrencen
| Bjergkonkurrence | Bjergkonkurrence        | Bjergkonkurrence   | Bjergkonkurrence | Bjergkonkurrence |
| Rytter           | Rytter                  | Hold               | Point            |                  |
| ---------------- | ----------------------- | ------------------ | ---------------- | ---------------- |
| 1.               | Kristabel Doebel-Hickok | Rally Cycling      | 23 point         |                  |
| 2.               | Janneke Ensing          | Team BikeExchange  | 21 point         |                  |
| 3.               | Omer Shapira            | Canyon-SRAM Racing | 20 point         |                  |
| 4.               | Nadine Gill             | Bizkaia-Durango    | 12 point         |                  |
| 5.               | Urška Žigart            | Team BikeExchange  | 7 point          |                  |
| 6.               | Annemiek van Vleuten    | Movistar Team      | 6 point          |                  |
| 7.               | Mavi García             | Alé BTC Ljubljana  | 6 point          |                  |
| 8.               | Heidi Franz             | Rally Cycling      | 4 point          |                  |
| 9.               | Katrine Aalerud         | Movistar Team      | 3 point          |                  |
| 10.              | Tatiana Guderzo         | Alé BTC Ljubljana  | 2 point          |                  |

### Ungdomskonkurrencen
| Ungdomskonkurrence | Ungdomskonkurrence | Ungdomskonkurrence                | Ungdomskonkurrence | Ungdomskonkurrence |
| Rytter             | Rytter             | Hold                              | Tid                |                    |
| ------------------ | ------------------ | --------------------------------- | ------------------ | ------------------ |
| 1.                 | Noemi Rüegg        | Stade Rochelais Charente-Maritime | 13t 21' 28"        |                    |
| 2.                 | Hannah Ludwig      | Canyon-SRAM Racing                | + 1"               |                    |
| 3.                 | Ines Cantera       | Sopela Women's Team               | + 46"              |                    |
| 4.                 | Idoia Eraso        | Laboral Kutxa-Fundación Euskadi   | + 49"              |                    |
| 5.                 | Olha Kulynych      | Doltcini-Van Eyck-Proximus        | + 55"              |                    |
| 6.                 | Julia Borgström    | NXTG Racing                       | + 3' 02"           |                    |
| 7.                 | Amelia Sharpe      | NXTG Racing                       | + 3' 02"           |                    |
| 8.                 | Katie Clouse       | Rally Cycling                     | + 3' 02"           |                    |
| 9.                 | Alice Towers       | Drops-Le Col                      | + 4' 07"           |                    |
| 10.                | Sophie Wright      | Alé BTC Ljubljana                 | + 4' 07"           |                    |

## Hold og ryttere
| UCI Women's WorldTeams (4)- Alé BTC Ljubljana - Team BikeExchange - Canyon-SRAM Racing - Movistar Team UCI Women's Kontinentalhold (15)- Andy Schleck-CP NVST-Immo Losch - Aromitalia-Basso Bikes-Vaiano - Bizkaia-Durango - Doltcini-Van Eyck Sport-Proximus - Drops-Le col - Eneicat-RBH Global-Martin Villa - Farto-BTC - Laboral Kutxa-Fundacion Euskadi - Massi Tactic - NXTG Racing - Rally - Río Miera-Cantabria Deporte - Sopela - Stade Rochelais Charente-Maritime Women Cycling - Top Girls Fassa Bortolo UCI Women's Kontinentalhold (2)- Burgos Alimenta Women Cycling Sport - Vib Sports |
| |

### Danske ryttere
| Danske ryttere på startlisten |             |                             |           |
| Rygnummer                     | Rytter      | Hold                        | Placering |
| 131                           | Fie Østerby | Río Miera-Cantabria Deporte | 54        |

* DNF = gennemførte ikke

### Startliste
| Alé BTC Ljubljana ALE | Alé BTC Ljubljana ALE        | Alé BTC Ljubljana ALE |
| --------------------- | ---------------------------- | --------------------- |
| Nr.                   | Rytter                       | Placering             |
| 1                     | Mavi García (ESP) (landevej) | 2.                    |
| 2                     | Tatiana Guderzo (ITA)        | 16.                   |
| 3                     | Sophie Wright (GBR)          | 35.                   |
| 4                     | Laura Tomasi (ITA)           | 37.                   |
| 5                     | Anastasia Chursina (RUS)     | 36.                   |

| Canyon-SRAM Racing CSR | Canyon-SRAM Racing CSR        | Canyon-SRAM Racing CSR |
| ---------------------- | ----------------------------- | ---------------------- |
| Nr.                    | Rytter                        | Placering              |
| 11                     | Alice Barnes (GBR)            | 44.                    |
| 12                     | Tiffany Cromwell (AUS)        | 13.                    |
| 13                     | Ella Harris (NZL)             | DNF                    |
| 14                     | Lisa Klein (GER)              | 39.                    |
| 15                     | Hannah Ludwig (GER)           | 6.                     |
| 16                     | Omer Shapira (ISR) (landevej) | 10.                    |
| 17                     | Neve Bradbury (AUS)           | DNS-4                  |

| Team BikeExchange BEX | Team BikeExchange BEX             | Team BikeExchange BEX |
| --------------------- | --------------------------------- | --------------------- |
| Nr.                   | Rytter                            | Placering             |
| 21                    | Urška Žigart (SLO)                | 52.                   |
| 22                    | Jessica Allen (AUS)               | 82.                   |
| 23                    | Ane Santesteban (ESP)             | 21.                   |
| 24                    | Janneke Ensing (NED)              | 11.                   |
| 25                    | Teniel Campbell (TTO)             | 56.                   |
| 26                    | Arianna Fidanza (ITA)             | 30.                   |
| 27                    | Georgia Williams (NZL) (landevej) | 22.                   |

| Movistar Team MOV | Movistar Team MOV                     | Movistar Team MOV |
| ----------------- | ------------------------------------- | ----------------- |
| Nr.               | Rytter                                | Placering         |
| 31                | Annemiek van Vleuten (NED) (landevej) | 1.                |
| 32                | Alicia González Blanco (ESP)          | 46.               |
| 33                | Sheyla Gutiérrez (ESP)                | 45.               |
| 34                | Paula Patiño (COL)                    | 23.               |
| 35                | Gloria Rodríguez (ESP)                | DNF-3             |
| 36                | Katrine Aalerud (NOR)                 | 3.                |

| Rally Cycling RLW | Rally Cycling RLW             | Rally Cycling RLW |
| ----------------- | ----------------------------- | ----------------- |
| Nr.               | Rytter                        | Placering         |
| 41                | Kristabel Doebel-Hickok (USA) | 28.               |
| 42                | Sara Poidevin (CAN)           | 71.               |
| 43                | Leigh Ann Ganzar (USA)        | DNS-4             |
| 44                | Heidi Franz (USA)             | 59.               |
| 45                | Katie Clouse (USA)            | 33.               |
| 46                | Holly Breck (USA)             | DNS-4             |
| 47                | Olivia Ray (NZL)              | DNF-3             |

| Top Girls Fassa Bortolo TOP | Top Girls Fassa Bortolo TOP | Top Girls Fassa Bortolo TOP |
| --------------------------- | --------------------------- | --------------------------- |
| Nr.                         | Rytter                      | Placering                   |
| 51                          | Michela Balducci (ITA)      | 92.                         |
| 52                          | Giorgia Bariani (ITA)       | 49.                         |
| 53                          | Elisa Dalla Valle (ITA)     | 74.                         |
| 54                          | Greta Marturano (ITA)       | 8.                          |
| 55                          | Gaia Masetti (ITA)          | 58.                         |
| 56                          | Debora Silvestri (ITA)      | 4.                          |
| 57                          | Giorgia Vettorello (ITA)    | DNF-4                       |

| Massi Tactic MAT | Massi Tactic MAT    | Massi Tactic MAT |
| ---------------- | ------------------- | ---------------- |
| Nr.              | Rytter              | Placering        |
| 61               | Vita Heine (NOR)    | 25.              |
| 62               | Emma Grant (GBR)    | 47.              |
| 63               | Maaike Coljé (NED)  | 51.              |
| 64               | Olivia Baril (CAN)  | 38.              |
| 65               | Špela Kern (SLO)    | 7.               |
| 66               | Mireia Benito (ESP) | 27.              |
| 67               | Mireia Trias (ESP)  | DNF-3            |

| Doltcini-Van Eyck-Proximus DVE | Doltcini-Van Eyck-Proximus DVE         | Doltcini-Van Eyck-Proximus DVE |
| ------------------------------ | -------------------------------------- | ------------------------------ |
| Nr.                            | Rytter                                 | Placering                      |
| 72                             | Nicole Steigenga (NED)                 | 69.                            |
| 73                             | Kathrin Schweinberger (AUT) (landevej) | DNS-4                          |
| 74                             | Christina Schweinberger (AUT)          | 61.                            |
| 75                             | Olha Kulynych (UKR)                    | 24.                            |
| 76                             | Minke Bakker (NED)                     | 94.                            |
| 77                             | Amber Aernouts (NED)                   | 64.                            |

| Aromitalia-Basso Bikes-Vaiano VAI | Aromitalia-Basso Bikes-Vaiano VAI | Aromitalia-Basso Bikes-Vaiano VAI |
| --------------------------------- | --------------------------------- | --------------------------------- |
| Nr.                               | Rytter                            | Placering                         |
| 81                                | Gemma Sernissi (ITA)              | 85.                               |
| 83                                | Letizia Borghesi (ITA)            | 9.                                |
| 84                                | Inga Čilvinaitė (LTU)             | 20.                               |
| 85                                | Rasa Leleivytė (LTU)              | 14.                               |
| 86                                | Giulia Marchesini (ITA)           | 66.                               |
| 87                                | Valentina Scandolara (ITA)        | 77.                               |

| Bizkaia-Durango BDP | Bizkaia-Durango BDP         | Bizkaia-Durango BDP |
| ------------------- | --------------------------- | ------------------- |
| Nr.                 | Rytter                      | Placering           |
| 91                  | Sandra Alonso (ESP)         | 12.                 |
| 92                  | Ariana Gilabert (ESP)       | 83.                 |
| 93                  | Lucía González Blanco (ESP) | 18.                 |
| 94                  | Lydia Iglesias (ESP)        | HD-1                |
| 95                  | Nadine Gill (GER)           | 29.                 |
| 97                  | Emilie Fortin (CAN)         | 75.                 |

| NXTG Racing NXG | NXTG Racing NXG       | NXTG Racing NXG |
| --------------- | --------------------- | --------------- |
| Nr.             | Rytter                | Placering       |
| 101             | Julia Borgström (SWE) | 31.             |
| 102             | Emily Wadsworth (GBR) | DNS-4           |
| 103             | Amelia Sharpe (GBR)   | 32.             |
| 104             | Catalina Soto (CHI)   | 53.             |
| 105             | Britt Knaven (BEL)    | DNF-1           |
| 106             | Mylène de Zoete (NED) | DNF-4           |

| Sopela Women's Team SWT | Sopela Women's Team SWT        | Sopela Women's Team SWT |
| ----------------------- | ------------------------------ | ----------------------- |
| Nr.                     | Rytter                         | Placering               |
| 111                     | Sofia Rodríguez (ESP)          | 48.                     |
| 112                     | Claire Steels (GBR)            | 43.                     |
| 113                     | Paula Soler (ESP)              | DNF-1                   |
| 114                     | Emma Ortiz (ESP)               | 80.                     |
| 115                     | Natalia Saiz (ESP)             | 99.                     |
| 116                     | Maria Banlles Santamaria (ESP) | 93.                     |
| 117                     | Ines Cantera (ESP)             | 15.                     |

| Eneicat-RBH EIC | Eneicat-RBH EIC        | Eneicat-RBH EIC |
| --------------- | ---------------------- | --------------- |
| Nr.             | Rytter                 | Placering       |
| 121             | Anna Baidak (RUS)      | 76.             |
| 122             | Lija Laizāne (LAT)     | 57.             |
| 123             | Varvara Fasoi (GRE)    | DNF-1           |
| 124             | Nicole D'agostin (ITA) | DNF-4           |
| 125             | Kim Baptista (GBR)     | 88.             |
| 126             | Alessia Bulleri (ITA)  | DNS-4           |
| 127             | Julia Biryukova (UKR)  | 19.             |

| Río Miera-Cantabria Deporte RMC | Río Miera-Cantabria Deporte RMC | Río Miera-Cantabria Deporte RMC |
| ------------------------------- | ------------------------------- | ------------------------------- |
| Nr.                             | Rytter                          | Placering                       |
| 131                             | Fie Østerby                     | 54.                             |
| 132                             | Elisabet Escursell Valero (ESP) | 79.                             |
| 133                             | Nerea Nuno Iglesias (ESP)       | DNF-1                           |
| 134                             | Carolina Esteban (ESP)          | DNF-1                           |
| 135                             | Isabel Martin (ESP)             | DNF                             |
| 136                             | Susana Perez Conejero (ESP)     | DNF-3                           |
| 137                             | Ania Horcajada (ESP)            | DNF-1                           |

| Drops-Le Col DRP | Drops-Le Col DRP        | Drops-Le Col DRP |
| ---------------- | ----------------------- | ---------------- |
| Nr.              | Rytter                  | Placering        |
| 141              | Anna Christian (GBR)    | 26.              |
| 142              | April Tacey (GBR)       | 67.              |
| 143              | María Martins (POR)     | 81.              |
| 144              | Elise Marie Olsen (NOR) | 89.              |
| 145              | Sara Penton (SWE)       | 65.              |
| 146              | Finja Smekal (GER)      | 78.              |
| 147              | Alice Towers (GBR)      | 34.              |

| Stade Rochelais Charente-Maritime CMW | Stade Rochelais Charente-Maritime CMW | Stade Rochelais Charente-Maritime CMW |
| ------------------------------------- | ------------------------------------- | ------------------------------------- |
| Nr.                                   | Rytter                                | Placering                             |
| 151                                   | Séverine Eraud (FRA)                  | DNF-4                                 |
| 152                                   | Noémie Abgrall (FRA)                  | DNF-4                                 |
| 153                                   | Noemi Rüegg (SUI)                     | 5.                                    |
| 154                                   | Maëva Squiban (FRA)                   | 68.                                   |
| 156                                   | Elodie Le Bail (FRA)                  | DNF                                   |
| 157                                   | Annabel Fisher (GBR)                  | 63.                                   |

| Laboral Kutxa-Fundación Euskadi LKF | Laboral Kutxa-Fundación Euskadi LKF | Laboral Kutxa-Fundación Euskadi LKF |
| ----------------------------------- | ----------------------------------- | ----------------------------------- |
| Nr.                                 | Rytter                              | Placering                           |
| 161                                 | Irantzu Beloki (ESP)                | 96.                                 |
| 162                                 | Ainhize Barrainkua (ESP)            | DNS-2                               |
| 163                                 | Garazi Estevez (ESP)                | DNF-1                               |
| 164                                 | Elena Cuenca (ESP)                  | HD-1                                |
| 165                                 | Idoia Eraso (ESP)                   | 17.                                 |
| 166                                 | Nekane Gomez (ESP)                  | DNF-1                               |
| 167                                 | Usoa Ostolaza (ESP)                 | 42.                                 |

| World Cycling Centre WCC | World Cycling Centre WCC  | World Cycling Centre WCC |
| ------------------------ | ------------------------- | ------------------------ |
| Nr.                      | Rytter                    | Placering                |
| 171                      | Małgorzata Jasińska (POL) | 55.                      |
| 172                      | Alessia Vigilia (ITA)     | 73.                      |
| 173                      | Nicole Hanselmann (SUI)   | 87.                      |
| 174                      | Tereza Neumanová (CZE)    | 41.                      |
| 175                      | Luciana Roland (ARG)      | 90.                      |
| 176                      | Nofar Maoz (ISR)          | 86.                      |

| Farto-BTC FAR | Farto-BTC FAR                 | Farto-BTC FAR |
| ------------- | ----------------------------- | ------------- |
| Nr.           | Rytter                        | Placering     |
| 181           | Agnieta Francke (NED)         | 60.           |
| 182           | Enara López Gallastegi (ESP)  | 98.           |
| 183           | Sara Bonillo Talens (ESP)     | 97.           |
| 184           | Teresa Ripoll Sabate (ESP)    | DNF-4         |
| 185           | Maria Del Pilar Jimenez (ESP) | 95.           |
| 186           | Sandra Moral (ESP)            | 91.           |
| 187           | Liliana Jesus (POR)           | 84.           |

| Vib Sports VIB | Vib Sports VIB           | Vib Sports VIB |
| -------------- | ------------------------ | -------------- |
| Nr.            | Rytter                   | Placering      |
| 191            | Marta Romeu (ESP)        | 40.            |
| 192            | Esthefania Hurtado (ESP) | DNF            |
| 193            | Maryoly Sosa (VEN)       | DNF-3          |
| 194            | Melisa Gomiz Perez (ESP) | DNF-1          |
| 196            | Georgia Bullard (GBR)    | DNF-1          |

| Andy Schleck-CP NVST-Immo Losch ASC | Andy Schleck-CP NVST-Immo Losch ASC | Andy Schleck-CP NVST-Immo Losch ASC |
| ----------------------------------- | ----------------------------------- | ----------------------------------- |
| Nr.                                 | Rytter                              | Placering                           |
| 201                                 | Fabienne Buri (SUI)                 | 70.                                 |
| 202                                 | Georgia Danford (AUS)               | 62.                                 |
| 203                                 | Mae Lang (EST)                      | DNF-1                               |
| 204                                 | Rylee McMullen (NZL)                | DNS-2                               |
| 205                                 | Léna Mettraux (SUI)                 | DNS-2                               |
| 206                                 | Stella Nightingale (NZL)            | 72.                                 |
| 207                                 | Michelle Andres (SUI)               | 50.                                 |

| Alé BTC Ljubljana ALE | Alé BTC Ljubljana ALE        | Alé BTC Ljubljana ALE |
| --------------------- | ---------------------------- | --------------------- |
| Nr.                   | Rytter                       | Placering             |
| 1                     | Mavi García (ESP) (landevej) | 2.                    |
| 2                     | Tatiana Guderzo (ITA)        | 16.                   |
| 3                     | Sophie Wright (GBR)          | 35.                   |
| 4                     | Laura Tomasi (ITA)           | 37.                   |
| 5                     | Anastasia Chursina (RUS)     | 36.                   |

| Canyon-SRAM Racing CSR | Canyon-SRAM Racing CSR        | Canyon-SRAM Racing CSR |
| ---------------------- | ----------------------------- | ---------------------- |
| Nr.                    | Rytter                        | Placering              |
| 11                     | Alice Barnes (GBR)            | 44.                    |
| 12                     | Tiffany Cromwell (AUS)        | 13.                    |
| 13                     | Ella Harris (NZL)             | DNF                    |
| 14                     | Lisa Klein (GER)              | 39.                    |
| 15                     | Hannah Ludwig (GER)           | 6.                     |
| 16                     | Omer Shapira (ISR) (landevej) | 10.                    |
| 17                     | Neve Bradbury (AUS)           | DNS-4                  |

| Team BikeExchange BEX | Team BikeExchange BEX             | Team BikeExchange BEX |
| --------------------- | --------------------------------- | --------------------- |
| Nr.                   | Rytter                            | Placering             |
| 21                    | Urška Žigart (SLO)                | 52.                   |
| 22                    | Jessica Allen (AUS)               | 82.                   |
| 23                    | Ane Santesteban (ESP)             | 21.                   |
| 24                    | Janneke Ensing (NED)              | 11.                   |
| 25                    | Teniel Campbell (TTO)             | 56.                   |
| 26                    | Arianna Fidanza (ITA)             | 30.                   |
| 27                    | Georgia Williams (NZL) (landevej) | 22.                   |

| Movistar Team MOV | Movistar Team MOV                     | Movistar Team MOV |
| ----------------- | ------------------------------------- | ----------------- |
| Nr.               | Rytter                                | Placering         |
| 31                | Annemiek van Vleuten (NED) (landevej) | 1.                |
| 32                | Alicia González Blanco (ESP)          | 46.               |
| 33                | Sheyla Gutiérrez (ESP)                | 45.               |
| 34                | Paula Patiño (COL)                    | 23.               |
| 35                | Gloria Rodríguez (ESP)                | DNF-3             |
| 36                | Katrine Aalerud (NOR)                 | 3.                |

| Rally Cycling RLW | Rally Cycling RLW             | Rally Cycling RLW |
| ----------------- | ----------------------------- | ----------------- |
| Nr.               | Rytter                        | Placering         |
| 41                | Kristabel Doebel-Hickok (USA) | 28.               |
| 42                | Sara Poidevin (CAN)           | 71.               |
| 43                | Leigh Ann Ganzar (USA)        | DNS-4             |
| 44                | Heidi Franz (USA)             | 59.               |
| 45                | Katie Clouse (USA)            | 33.               |
| 46                | Holly Breck (USA)             | DNS-4             |
| 47                | Olivia Ray (NZL)              | DNF-3             |

| Top Girls Fassa Bortolo TOP | Top Girls Fassa Bortolo TOP | Top Girls Fassa Bortolo TOP |
| --------------------------- | --------------------------- | --------------------------- |
| Nr.                         | Rytter                      | Placering                   |
| 51                          | Michela Balducci (ITA)      | 92.                         |
| 52                          | Giorgia Bariani (ITA)       | 49.                         |
| 53                          | Elisa Dalla Valle (ITA)     | 74.                         |
| 54                          | Greta Marturano (ITA)       | 8.                          |
| 55                          | Gaia Masetti (ITA)          | 58.                         |
| 56                          | Debora Silvestri (ITA)      | 4.                          |
| 57                          | Giorgia Vettorello (ITA)    | DNF-4                       |

| Massi Tactic MAT | Massi Tactic MAT    | Massi Tactic MAT |
| ---------------- | ------------------- | ---------------- |
| Nr.              | Rytter              | Placering        |
| 61               | Vita Heine (NOR)    | 25.              |
| 62               | Emma Grant (GBR)    | 47.              |
| 63               | Maaike Coljé (NED)  | 51.              |
| 64               | Olivia Baril (CAN)  | 38.              |
| 65               | Špela Kern (SLO)    | 7.               |
| 66               | Mireia Benito (ESP) | 27.              |
| 67               | Mireia Trias (ESP)  | DNF-3            |

| Doltcini-Van Eyck-Proximus DVE | Doltcini-Van Eyck-Proximus DVE         | Doltcini-Van Eyck-Proximus DVE |
| ------------------------------ | -------------------------------------- | ------------------------------ |
| Nr.                            | Rytter                                 | Placering                      |
| 72                             | Nicole Steigenga (NED)                 | 69.                            |
| 73                             | Kathrin Schweinberger (AUT) (landevej) | DNS-4                          |
| 74                             | Christina Schweinberger (AUT)          | 61.                            |
| 75                             | Olha Kulynych (UKR)                    | 24.                            |
| 76                             | Minke Bakker (NED)                     | 94.                            |
| 77                             | Amber Aernouts (NED)                   | 64.                            |

| Aromitalia-Basso Bikes-Vaiano VAI | Aromitalia-Basso Bikes-Vaiano VAI | Aromitalia-Basso Bikes-Vaiano VAI |
| --------------------------------- | --------------------------------- | --------------------------------- |
| Nr.                               | Rytter                            | Placering                         |
| 81                                | Gemma Sernissi (ITA)              | 85.                               |
| 83                                | Letizia Borghesi (ITA)            | 9.                                |
| 84                                | Inga Čilvinaitė (LTU)             | 20.                               |
| 85                                | Rasa Leleivytė (LTU)              | 14.                               |
| 86                                | Giulia Marchesini (ITA)           | 66.                               |
| 87                                | Valentina Scandolara (ITA)        | 77.                               |

| Bizkaia-Durango BDP | Bizkaia-Durango BDP         | Bizkaia-Durango BDP |
| ------------------- | --------------------------- | ------------------- |
| Nr.                 | Rytter                      | Placering           |
| 91                  | Sandra Alonso (ESP)         | 12.                 |
| 92                  | Ariana Gilabert (ESP)       | 83.                 |
| 93                  | Lucía González Blanco (ESP) | 18.                 |
| 94                  | Lydia Iglesias (ESP)        | HD-1                |
| 95                  | Nadine Gill (GER)           | 29.                 |
| 97                  | Emilie Fortin (CAN)         | 75.                 |

| NXTG Racing NXG | NXTG Racing NXG       | NXTG Racing NXG |
| --------------- | --------------------- | --------------- |
| Nr.             | Rytter                | Placering       |
| 101             | Julia Borgström (SWE) | 31.             |
| 102             | Emily Wadsworth (GBR) | DNS-4           |
| 103             | Amelia Sharpe (GBR)   | 32.             |
| 104             | Catalina Soto (CHI)   | 53.             |
| 105             | Britt Knaven (BEL)    | DNF-1           |
| 106             | Mylène de Zoete (NED) | DNF-4           |

| Sopela Women's Team SWT | Sopela Women's Team SWT        | Sopela Women's Team SWT |
| ----------------------- | ------------------------------ | ----------------------- |
| Nr.                     | Rytter                         | Placering               |
| 111                     | Sofia Rodríguez (ESP)          | 48.                     |
| 112                     | Claire Steels (GBR)            | 43.                     |
| 113                     | Paula Soler (ESP)              | DNF-1                   |
| 114                     | Emma Ortiz (ESP)               | 80.                     |
| 115                     | Natalia Saiz (ESP)             | 99.                     |
| 116                     | Maria Banlles Santamaria (ESP) | 93.                     |
| 117                     | Ines Cantera (ESP)             | 15.                     |

| Eneicat-RBH EIC | Eneicat-RBH EIC        | Eneicat-RBH EIC |
| --------------- | ---------------------- | --------------- |
| Nr.             | Rytter                 | Placering       |
| 121             | Anna Baidak (RUS)      | 76.             |
| 122             | Lija Laizāne (LAT)     | 57.             |
| 123             | Varvara Fasoi (GRE)    | DNF-1           |
| 124             | Nicole D'agostin (ITA) | DNF-4           |
| 125             | Kim Baptista (GBR)     | 88.             |
| 126             | Alessia Bulleri (ITA)  | DNS-4           |
| 127             | Julia Biryukova (UKR)  | 19.             |

| Río Miera-Cantabria Deporte RMC | Río Miera-Cantabria Deporte RMC | Río Miera-Cantabria Deporte RMC |
| ------------------------------- | ------------------------------- | ------------------------------- |
| Nr.                             | Rytter                          | Placering                       |
| 131                             | Fie Østerby                     | 54.                             |
| 132                             | Elisabet Escursell Valero (ESP) | 79.                             |
| 133                             | Nerea Nuno Iglesias (ESP)       | DNF-1                           |
| 134                             | Carolina Esteban (ESP)          | DNF-1                           |
| 135                             | Isabel Martin (ESP)             | DNF                             |
| 136                             | Susana Perez Conejero (ESP)     | DNF-3                           |
| 137                             | Ania Horcajada (ESP)            | DNF-1                           |

| Drops-Le Col DRP | Drops-Le Col DRP        | Drops-Le Col DRP |
| ---------------- | ----------------------- | ---------------- |
| Nr.              | Rytter                  | Placering        |
| 141              | Anna Christian (GBR)    | 26.              |
| 142              | April Tacey (GBR)       | 67.              |
| 143              | María Martins (POR)     | 81.              |
| 144              | Elise Marie Olsen (NOR) | 89.              |
| 145              | Sara Penton (SWE)       | 65.              |
| 146              | Finja Smekal (GER)      | 78.              |
| 147              | Alice Towers (GBR)      | 34.              |

| Stade Rochelais Charente-Maritime CMW | Stade Rochelais Charente-Maritime CMW | Stade Rochelais Charente-Maritime CMW |
| ------------------------------------- | ------------------------------------- | ------------------------------------- |
| Nr.                                   | Rytter                                | Placering                             |
| 151                                   | Séverine Eraud (FRA)                  | DNF-4                                 |
| 152                                   | Noémie Abgrall (FRA)                  | DNF-4                                 |
| 153                                   | Noemi Rüegg (SUI)                     | 5.                                    |
| 154                                   | Maëva Squiban (FRA)                   | 68.                                   |
| 156                                   | Elodie Le Bail (FRA)                  | DNF                                   |
| 157                                   | Annabel Fisher (GBR)                  | 63.                                   |

| Laboral Kutxa-Fundación Euskadi LKF | Laboral Kutxa-Fundación Euskadi LKF | Laboral Kutxa-Fundación Euskadi LKF |
| ----------------------------------- | ----------------------------------- | ----------------------------------- |
| Nr.                                 | Rytter                              | Placering                           |
| 161                                 | Irantzu Beloki (ESP)                | 96.                                 |
| 162                                 | Ainhize Barrainkua (ESP)            | DNS-2                               |
| 163                                 | Garazi Estevez (ESP)                | DNF-1                               |
| 164                                 | Elena Cuenca (ESP)                  | HD-1                                |
| 165                                 | Idoia Eraso (ESP)                   | 17.                                 |
| 166                                 | Nekane Gomez (ESP)                  | DNF-1                               |
| 167                                 | Usoa Ostolaza (ESP)                 | 42.                                 |

| World Cycling Centre WCC | World Cycling Centre WCC  | World Cycling Centre WCC |
| ------------------------ | ------------------------- | ------------------------ |
| Nr.                      | Rytter                    | Placering                |
| 171                      | Małgorzata Jasińska (POL) | 55.                      |
| 172                      | Alessia Vigilia (ITA)     | 73.                      |
| 173                      | Nicole Hanselmann (SUI)   | 87.                      |
| 174                      | Tereza Neumanová (CZE)    | 41.                      |
| 175                      | Luciana Roland (ARG)      | 90.                      |
| 176                      | Nofar Maoz (ISR)          | 86.                      |

| Farto-BTC FAR | Farto-BTC FAR                 | Farto-BTC FAR |
| ------------- | ----------------------------- | ------------- |
| Nr.           | Rytter                        | Placering     |
| 181           | Agnieta Francke (NED)         | 60.           |
| 182           | Enara López Gallastegi (ESP)  | 98.           |
| 183           | Sara Bonillo Talens (ESP)     | 97.           |
| 184           | Teresa Ripoll Sabate (ESP)    | DNF-4         |
| 185           | Maria Del Pilar Jimenez (ESP) | 95.           |
| 186           | Sandra Moral (ESP)            | 91.           |
| 187           | Liliana Jesus (POR)           | 84.           |

| Vib Sports VIB | Vib Sports VIB           | Vib Sports VIB |
| -------------- | ------------------------ | -------------- |
| Nr.            | Rytter                   | Placering      |
| 191            | Marta Romeu (ESP)        | 40.            |
| 192            | Esthefania Hurtado (ESP) | DNF            |
| 193            | Maryoly Sosa (VEN)       | DNF-3          |
| 194            | Melisa Gomiz Perez (ESP) | DNF-1          |
| 196            | Georgia Bullard (GBR)    | DNF-1          |

| Andy Schleck-CP NVST-Immo Losch ASC | Andy Schleck-CP NVST-Immo Losch ASC | Andy Schleck-CP NVST-Immo Losch ASC |
| ----------------------------------- | ----------------------------------- | ----------------------------------- |
| Nr.                                 | Rytter                              | Placering                           |
| 201                                 | Fabienne Buri (SUI)                 | 70.                                 |
| 202                                 | Georgia Danford (AUS)               | 62.                                 |
| 203                                 | Mae Lang (EST)                      | DNF-1                               |
| 204                                 | Rylee McMullen (NZL)                | DNS-2                               |
| 205                                 | Léna Mettraux (SUI)                 | DNS-2                               |
| 206                                 | Stella Nightingale (NZL)            | 72.                                 |
| 207                                 | Michelle Andres (SUI)               | 50.                                 |